# Campionat de França de rugbi Pro D2 2013-2014
El Campionat de França de rugbi Pro D2 2013-2014 on el vigent campió és la US Oyonnax que està jugant al Top-14 aquest any, s'inicià el 31 d'agost del 2013. A la fi de la fase preliminar, el Lyon OL U va acabar al primer lloc de la classificació i va pujar directament al Top 14 amb l'Stade rochelais, vencedor de les lliguetes d'ascencs.

## Resultats
| Clubs                    | SUA     | SCA     | FCAA    | SACA    | ASBH    | USBPA   | CSBJ    | U SC    | USCO    | USDR    | SR      | LOU     | SM      | RCNM    | SP      | TPR     |
| ------------------------ | ------- | ------- | ------- | ------- | ------- | ------- | ------- | ------- | ------- | ------- | ------- | ------- | ------- | ------- | ------- | ------- |
| SU Agen                  |         | 28 – 17 | 44 – 32 | 27 – 21 | 28 – 16 | 27 – 22 | 39 – 12 | 41 – 13 | 36 – 14 | 30 – 17 | 33 – 18 | 20 – 19 | 14 – 9  | 51 – 6  | 19 – 6  | 36 – 22 |
| SC Albi                  | 12 – 17 |         | 22 – 15 | 30 – 29 | 33 – 15 | 31 – 24 | 16 – 6  | 24 – 13 | 21 – 19 | 36 – 5  | 12 – 25 | 10 – 30 | 25 – 29 | 28 – 24 | 19 – 20 | 14 – 26 |
| FC Auscitain Armagnac    | 22 – 17 | 29 – 29 |         | 13 – 21 | 23 – 6  | 16 – 11 | 36 – 26 | 31 – 13 | 28 – 28 | 16 – 16 | 13 – 17 | 13 – 31 | 0 – 19  | 13 – 6  | 12 – 9  | 31 – 28 |
| Stade aurillacois        | 33 – 15 | 30 – 19 | 29 – 6  |         | 30 – 24 | 34 – 7  | 19 – 6  | 18 – 12 | 8 – 18  | 33 – 12 | 9 – 16  | 9 – 11  | 42 – 12 | 29 – 32 | 16 – 18 | 27 – 18 |
| AS Béziers Hérault       | 30 – 24 | 28 – 8  | 22 – 12 | 34 – 19 |         | 25 – 18 | 17 – 24 | 20 – 23 | 22 – 21 | 12 – 10 | 18 – 20 | 12 – 9  | 25 – 20 | 16 – 15 | 19 – 20 | 20 – 19 |
| US bressane PA           | 21 – 37 | 22 – 23 | 36 – 25 | 35 – 12 | 9 – 10  |         | 20 – 13 | 23 – 32 | 12 – 15 | 29 – 11 | 9 – 23  | 24 – 27 | 19 – 19 | 12 – 38 | 21 – 25 | 23 – 16 |
| CS Bourgoin-Jallieu      | 12 – 6  | 9 – 12  | 32 – 6  | 38 – 17 | 19 – 13 | 18 – 13 |         | 20 – 29 | 18 – 19 | 37 – 3  | 16 – 16 | 34 – 33 | 37 – 31 | 23 – 16 | 33 – 12 | 22 – 9  |
| U S Carcassonnaise       | 12 – 26 | 43 – 31 | 30 – 27 | 23 – 25 | 22 – 20 | 17 – 19 | 16 – 18 |         | 19 – 12 | 18 – 16 | 14 – 34 | 38 – 52 | 19 – 13 | 13 – 23 | 27 – 33 | 26 – 31 |
| US Colomiers             | 22 – 35 | 6 – 6   | 29 – 6  | 50 – 3  | 19 – 12 | 19 – 9  | 18 – 12 | 29 – 13 |         | 20 – 3  | 14 – 20 | 23 – 24 | 18 – 11 | 32 – 16 | 9 – 15  | 9 – 19  |
| US Dax Rugby             | 23 – 18 | 22 – 8  | 14 – 11 | 30 – 16 | 27 – 13 | 23 – 20 | 25 – 25 | 20 – 26 | 18 – 15 |         | 12 – 9  | 11 – 34 | 18 – 15 | 18 – 20 | 11 – 10 | 26 – 15 |
| Stade rochelais          | 17 – 25 | 41 – 9  | 17 – 6  | 29 – 0  | 27 – 7  | 37 – 10 | 29 – 24 | 22 – 15 | 37 – 13 | 23 – 10 |         | 26 – 27 | 32 – 16 | 48 – 17 | 28 – 23 | 18 – 3  |
| Lyon OL U                | 19 – 16 | 32 – 25 | 40 – 12 | 45 – 16 | 52 – 5  | 64 – 3  | 22 – 6  | 35 – 10 | 27 – 10 | 31 – 8  | 25 – 14 |         | 34 – 17 | 25 – 6  | 39 – 7  | 31 – 13 |
| Stade montois            | 9 – 12  | 31 – 18 | 31 – 10 | 26 – 19 | 11 – 11 | 29 – 6  | 16 – 12 | 18 – 12 | 24 – 33 | 40 – 0  | 31 – 28 | 14 – 21 |         | 15 – 10 | 12 – 12 | 21 – 15 |
| RC Narbonne Méditerranée | 33 – 24 | 40 – 19 | 59 – 0  | 34 – 23 | 52 – 12 | 36 – 26 | 39 – 9  | 56 – 10 | 22 – 19 | 64 – 20 | 25 – 17 | 22 – 6  | 19 – 13 |         | 25 – 19 | 19 – 19 |
| Section Paloise          | 12 – 11 | 28 – 27 | 27 – 12 | 20 – 9  | 47 – 7  | 34 – 15 | 33 – 20 | 38 – 7  | 16 – 0  | 21 – 15 | 18 – 19 | 19 – 22 | 25 – 15 | 25 – 15 |         | 37 – 10 |
| Tarbes Pyrénées Rugby    | 21 – 12 | 42 – 19 | 38 – 9  | 43 – 14 | 23 – 17 | 14 – 9  | 18 – 16 | 20 – 15 | 20 – 15 | 40 – 13 | 22 – 16 | 37 – 10 | 29 – 28 | 19 – 12 | 9 – 12  |         |

## Classificació
| Classificació general de la Pro D2 | Classificació general de la Pro D2 | Classificació general de la Pro D2 | Classificació general de la Pro D2 | Classificació general de la Pro D2 | Classificació general de la Pro D2 | Classificació general de la Pro D2 | Classificació general de la Pro D2 | Classificació general de la Pro D2 | Classificació general de la Pro D2 | Classificació general de la Pro D2 | Classificació general de la Pro D2 | Classificació general de la Pro D2 | Classificació general de la Pro D2 | Classificació general de la Pro D2 |
| Class.                             | Clubs                              | Pts                                | J                                  | G                                  | E                                  | P                                  | B0                                 | BD                                 | pf                                 | pc                                 | p±                                 | af                                 | ac                                 | a±                                 |
| ---------------------------------- | ---------------------------------- | ---------------------------------- | ---------------------------------- | ---------------------------------- | ---------------------------------- | ---------------------------------- | ---------------------------------- | ---------------------------------- | ---------------------------------- | ---------------------------------- | ---------------------------------- | ---------------------------------- | ---------------------------------- | ---------------------------------- |
| 1.                                 | Lyon OL U                          | 117                                | 30                                 | 25                                 | 0                                  | 5                                  | 14                                 | 3                                  | 877                                | 480                                | 397                                | 112                                | 39                                 | 73                                 |
| 2.                                 | SU Agen                            | 98                                 | 30                                 | 21                                 | 0                                  | 9                                  | 7                                  | 7                                  | 774                                | 534                                | 240                                | 81                                 | 39                                 | 42                                 |
| 3.                                 | Stade rochelais                    | 98                                 | 30                                 | 21                                 | 1                                  | 8                                  | 8                                  | 4                                  | 723                                | 476                                | 247                                | 66                                 | 39                                 | 27                                 |
| 4.                                 | Section Paloise                    | 93                                 | 30                                 | 20                                 | 1                                  | 9                                  | 5                                  | 6                                  | 635                                | 503                                | 132                                | 59                                 | 35                                 | 24                                 |
| 5.                                 | RC Narbonne Méditerranée           | 88                                 | 30                                 | 18                                 | 1                                  | 11                                 | 8                                  | 6                                  | 801                                | 603                                | 198                                | 74                                 | 52                                 | 22                                 |
| 6.                                 | Tarbes Pyrénées Rugby              | 80                                 | 30                                 | 17                                 | 1                                  | 12                                 | 5                                  | 5                                  | 658                                | 577                                | 81                                 | 56                                 | 43                                 | 13                                 |
| 7.                                 | Stade montois                      | 68                                 | 30                                 | 12                                 | 3                                  | 15                                 | 4                                  | 10                                 | 597                                | 575                                | 22                                 | 55                                 | 39                                 | 16                                 |
| 8.                                 | CS Bourgoin-Jallieu                | 67                                 | 30                                 | 13                                 | 2                                  | 15                                 | 4                                  | 7                                  | 597                                | 598                                | -1                                 | 53                                 | 51                                 | 2                                  |
| 9.                                 | US Colomiers                       | 66                                 | 30                                 | 13                                 | 2                                  | 15                                 | 1                                  | 9                                  | 568                                | 532                                | 36                                 | 34                                 | 35                                 | -1                                 |
| 10.                                | AS Béziers Hérault                 | 60                                 | 30                                 | 11                                 | 1                                  | 18                                 | 3                                  | 11                                 | 521                                | 688                                | -167                               | 44                                 | 62                                 | -18                                |
| 11.                                | Stade aurillacois                  | 59                                 | 30                                 | 12                                 | 0                                  | 18                                 | 4                                  | 7                                  | 602                                | 709                                | -107                               | 48                                 | 64                                 | -16                                |
| 12.                                | SC Albi                            | 54                                 | 30                                 | 11                                 | 2                                  | 17                                 | 1                                  | 5                                  | 603                                | 728                                | -125                               | 45                                 | 71                                 | -26                                |
| 13.                                | US Dax Rugby                       | 53                                 | 30                                 | 11                                 | 2                                  | 17                                 | 0                                  | 5                                  | 457                                | 705                                | -248                               | 33                                 | 73                                 | -40                                |
| 14.                                | U S Carcassonnaise                 | 50                                 | 30                                 | 10                                 | 0                                  | 20                                 | 1                                  | 9                                  | 580                                | 795                                | -215                               | 50                                 | 84                                 | -34                                |
| 15.                                | FC Auscitain Armagnac              | 44                                 | 30                                 | 8                                  | 3                                  | 19                                 | 2                                  | 4                                  | 485                                | 759                                | -274                               | 41                                 | 79                                 | -38                                |
| 16.                                | US bressane PA                     | 41                                 | 30                                 | 7                                  | 1                                  | 22                                 | 0                                  | 11                                 | 537                                | 753                                | -216                               | 32                                 | 78                                 | -46                                |

## Lliguetes d'ascens
| Semifinals      | Semifinals | Semifinals               |
| --------------- | ---------- | ------------------------ |
| SU Agen         | 25 ‑ 17    | RC Narbonne Méditerranée |
| Stade rochelais | 35 – 18    | Section Paloise          |

| Final   | Final   | Final           |
| ------- | ------- | --------------- |
| SU Agen | 22 – 31 | Stade rochelais |

| Promogut        |
| --------------- |
| Stade rochelais |